# Tegid Voel

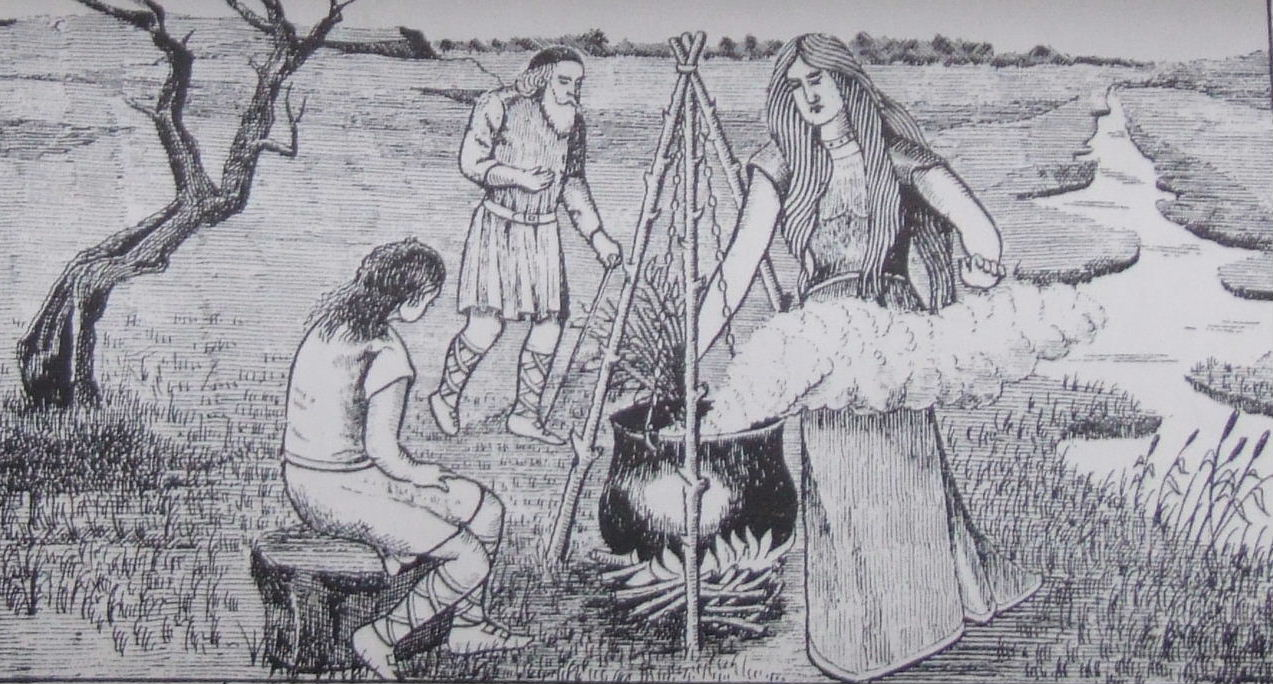

Tegid Foel (Tegid le « Chauve ») est un personnage secondaire de la mythologie celtique galloise, qui apparait dans l’Histoire de Talesin, un conte usuellement édité avec les Mabinogion.

## Citation
« Le livre raconte aussi que Tegid et Keridwen avaient un héritier mâle, qui était très horrible de forme, d’aspect et de comportement ; il avait nom Morvran, mais à cause de sa couleur sombre il fut finalement appelé Avangddu »
— Les Quatre branches du Mabinogi et autres contes gallois, conte L’Histoire de Taliesin, page 337.

## L’histoire de Gwion Bach
Tegid Foel (le « chauve ») vit au Pays de Galles sous le règne d’Arthur, sa femme s’appelle Ceridwenn, elle est experte en magie, divination et sorcellerie. Ils ont un fils hideux et au comportement odieux, nommé Morvran mais que l’on surnomme Avangddu (c’est-à-dire le Monstre Noir, à cause de la couleur de sa peau) – ils ont aussi une fille Creirwy, la plus belle de cette l’époque. Le fils est rejeté par tous et pour qu’il soit accepté, sa mère décide de lui donner le don de l’inspiration prophétique. Pour ce faire, il lui faut des plantes ramassées à des moments précis, puis les mettre dans un chaudron empli d’eau et faire bouillir la mixture pendant un an et un jour. Après ce délai, on obtient trois gouttes qui rendent savant et devin celui ou celle sur qui elles tombent. Le reste du bouillon est un puissant poison. Un vieil aveugle, dont nous ignorons le nom, est chargé de surveiller le chaudron, il a un  guide nommé Gwion Bach qui s’occupe du feu sous le chaudron, Ceridwenn maintient le niveau de l’eau. Le fils monstrueux est placé près du chaudron, pour recevoir les trois gouttes quand le moment sera venu. Alors que la mère s’est endormie, les gouttes sautent et tombent sur Gwion Bach qui prend prestement la place de Morvran. Le chaudron explose sous l’effet du poison, Ceridwenn se réveille et Gwion Bach devine instantanément qu’elle va décider de le tuer. Il s’enfuit en prenant l’apparence d’un lièvre. C’est l’épisode de différentes métamorphoses : un saumon bleu, un chien, un cerf, un chevreuil, une borne, une corde, une hache, etc. Dans la poursuite, Ceridwenn se transforme autant de fois. Dans une grange, il se transforme en grain de blé, Ceridwenn prend l’apparence d’une poule noire, elle avale le grain de blé et quelque temps plus tard, donne naissance à Gwion Bach. Ne pouvant se résoudre à le tuer, elle installe l’enfant dans un coracle et l’abandonne sur la mer.
Recueilli, l’enfant va devenir Taliesin (« front blanc »).

## Source primaire
- Les Quatre branches du Mabinogi et autres contes gallois, conte L’Histoire de Taliesin, traduit, présenté et annoté par Pierre-Yves Lambert, Gallimard, coll. « L’aube des peuples », Paris, 1993,  (ISBN 2-07-073201-0).